# Microregione di San Paolo
São Paulo è una microregione dello Stato di San Paolo in Brasile, appartenente alla mesoregione Metropolitana de São Paulo.

## Comuni
Comprende 8 comuni:
- Diadema
- Mauá
- Ribeirão Pires
- Rio Grande da Serra
- Santo André
- São Bernardo do Campo
- São Caetano do Sul
- San Paolo